# 松本市立会田中学校
松本市立会田中学校（まつもとしりつ あいだちゅうがっこう）は、長野県松本市四賀地区（旧四賀村）にある市立中学校。平成22年4月現在の生徒数は139名。

## 概要
1953年4月、会田・錦部・中川・五常の四ヶ村の組合立中学校として発足。通学区は四賀地区全域。かつて会田村が四賀村に合併するときに、そのまま引き継いだ（当時は他の中川、五常、錦部の3村と組合立だった）。そのまま、現在は四賀地区全域の各小学校の卒業生達はこの中学校に進学する。
2010年、学有林によるキノコ栽培が始められた。

## 沿革
- 1947年 - 学制改革により、会田村立会田中学校、五常村立五常中校、中川村立中川中学校、錦部村立錦部中学校が発足。
- 1953年 - 4村の各中学校を統合・廃止。会田村他3か村組合立会田中学校が設立。生徒数735名。
- 1955年 - 四賀村発足により、四賀村立会田中学校に改称。
- 1982年 - 生徒会による川清掃により環境庁長官賞受賞。
- 2005年 - 四賀村の松本市への合併により、現校名に改称。

## 所在地
- 長野県松本市会田8923
- 松本市の北側、四賀地区北部会田地区に位置し、松本市四賀支所に近い。